# Gustav Hauck (Unternehmer)

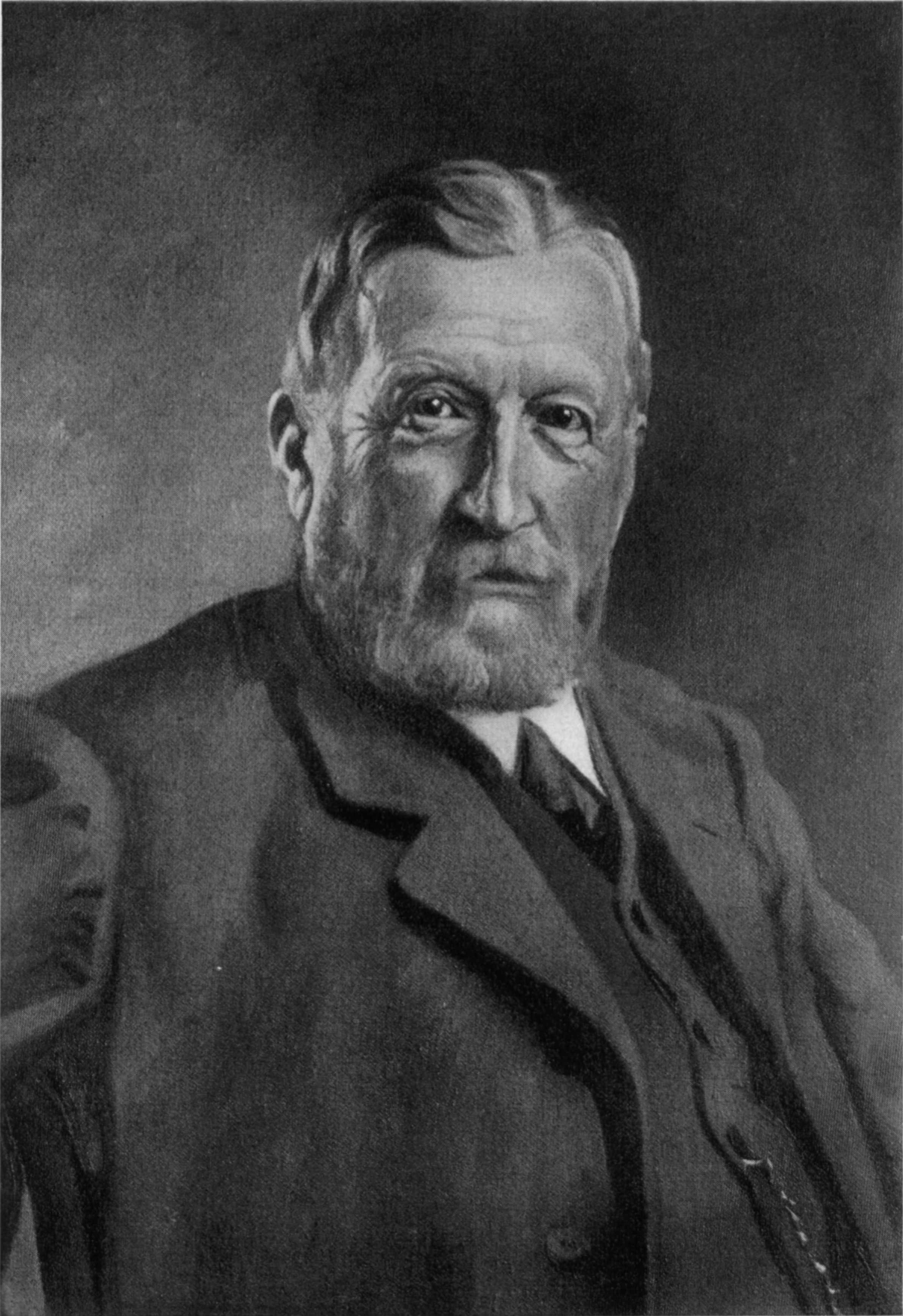
Gustav Hauck (Ölgemälde, 1904)

Gustav Hauck (* 23. August 1837 in Heilbronn; † 7. Oktober 1911 ebenda; ab 1904 Gustav von Hauck) war Zigarrenfabrikant und von 1890 bis 1908 Präsident der Handelskammer Heilbronn. Außerdem vertrat er im Jahr 1892 kommissarisch den wegen Zweifeln an seiner Geistesgesundheit vorübergehend vom Amt enthobenen Heilbronner Oberbürgermeister Paul Hegelmaier und war Aufsichtsratsvorsitzender der Handels- und Gewerbebank Heilbronn AG und der Zwirnerei Ackermann.

## Leben

### Herkunft und Ausbildung
Hauck wurde 1837 als zweites von acht Kindern des gleichnamigen Vaters Gustav Hauck (1809–1863) und dessen Frau Caroline Pauline Christine Reiner (1815–1890), der einzigen Tochter des bereits 1831 verstorbenen Kaufmanns Johann Ludwig Reiner, geboren. Gustav Hauck senior war nach seiner Heirat 1835 in das Unternehmen seines verstorbenen Schwiegervaters eingetreten und hatte diese 1845 übernommen. Das 1815 gegründete Unternehmen Joh. Ludw. Reiner war ein auf Kolonialwarenhandel spezialisiertes Groß- und Einzelhandelshaus, das seit 1824 außerdem Tabakfabrikation betrieb. Auch Gustav Hauck seniors Bruder Hermann Hauck, Vater des späteren Mathematikprofessors Guido Hauck (1845–1905), war Teilhaber von Joh. Ludw. Reiner.
Gustav Hauck besuchte 1845 bis 1850 das Gymnasium in Heilbronn, anschließend noch bis 1851 die Oberrealschule. Nach der Schulzeit absolvierte Gustav Hauck eine Lehre im Heilbronner Kolonialwarenhaus Friedr. Max Haakh, und am 1. November 1855 trat er in das väterliche Unternehmen ein. Zu seinen anfänglichen Aufgaben zählten Büroarbeiten, außerdem widmete er sich der neu aufgenommenen Herstellung von Zigarren. Im Sommer 1857 verließ er seine Heimatstadt, um auswärts seine Kenntnisse der Tabakfabrikation zu vertiefen. So war er zunächst vier Monate in der Zigarrenfabrik von Holz & Dircks in Hamburg, anschließend zwei Monate bei R. Crämer & Co. in Rotterdam. Zurück in Heilbronn setzte er seine Erfahrungen im väterlichen Betrieb um, dessen Kundenstamm und Zigarrenabsatz er durch nachfolgende Außendienst-Geschäftsreisen bedeutend steigern konnte. 1860 bildete sich Hauck in Bremen bei Cammert & Gädecke nochmals in der Tabakfabrikation fort, anschließend begab er sich nach England, wo es ihm jedoch während eines zweimonatigen Aufenthaltes nicht gelang, ein Volontariat zu erlangen.

### Tabakfabrikant
Ursprünglich war Gustavs älterer Bruder Ludwig († 1866) vom Vater für die Nachfolge im Unternehmen ausersehen worden, doch dieser entwickelte bereits frühzeitig anderweitige berufliche Interessen, so dass der Vater froh darüber war, dass Gustav sich für den Betrieb engagierte. Nach dem Tod von Gustav Hauck senior im Jahr 1863 wurde der Sohn Teilhaber des Unternehmens. 1869 heiratete er die Kaufmannstochter Emilie Meyer. Aus der Ehe gingen mehrere Kinder hervor, unter anderem die älteste Tochter Julie (1871–1943), die 1891 den Bönnigheimer Nähgarnfabrikanten Alfred Amann heiratete. Zum 1. Juli 1869 zog sich die Mutter Haucks, die bis dahin noch eine Mehrheit der Anteile gehalten hatte, aus dem Geschäft zurück, und Gustav Hauck war alleiniger Eigentümer des Hauses Joh. Ludw. Reiner.
Nachdem sich das Unternehmen in seinem Alleinbesitz befand, strukturierte Hauck es nach seinen aus seinen Erfahrungen erwachsenen Vorstellungen um. Er gab den Geschäftsbereich Kolonialwarenhandel ganz auf und schloss das Ladengeschäft in Heilbronn sowie eine in Stuttgart bestehende Filiale. Im Gegenzug verlegte er sich vornehmlich auf die Zigarrenfabrikation, in der damals in seiner Heilbronner Fabrik bereits 127 Arbeiter beschäftigt waren. 1871 eröffnete er eine Fabrik in Waldenburg, 1872 eine weitere in Lorsch, später auch in Wimpfen und Gundelsheim. Mit steigenden Absatzzahlen stellte er auch die seit fünf Jahrzehnten betriebene Herstellung von Rauchtabak ein und konzentrierte sich künftig ausschließlich auf die Fabrikation von Zigarren.
Im Jahr 1889 erbaute er eine neue Fabrik am damaligen Heilbronner Stadtrand als Ersatz für die Fabrik in der Stadtmitte, die für die damals 220 Beschäftigten zu klein geworden war. 1892 trat sein älterer Sohn Ludwig Hauck (1870–1939) in das Unternehmen ein, 1899 folgte der jüngere Sohn Otto Hauck (1874–1933). Haucks Zigarren fanden zunehmend auch Abnehmer außerhalb des angestammten südwestdeutschen Kundenkreises, so dass das Unternehmen beständig wuchs. 1900 wurden 400, 1911 wurden über 600 und 1914 fast 1100 Arbeiter gezählt.
Gustav Hauck hatte die Leitung seines Betriebs bis zum 1. April 1908 inne und gab diese dann an die Söhne ab, die seit 1895 bzw. 1901 schon Teilhaber waren. 

### Sonstiges Wirken
Hauck gehörte ab 1872 bis zu seinem Tode der Handelskammer Heilbronn an, deren Präsident er von 1890 bis 1908 und deren Ehrenpräsident er anschließend war. Er wurde 1901 Vorsitzender des Aufsichtsrats der von ihm mitgegründeten Handels- und Gewerbebank Heilbronn AG und war außerdem Aufsichtsratsvorsitzender der Zwirnerei Ackermann. Darüber hinaus war er in zahlreichen anderen Aufsichtsräten, Vereinen und Gremien engagiert. Er zählte zu den Gründern der Deutschen Tabak-Berufsgenossenschaft und des Deutschen Tabak-Vereins.
Gustav Hauck hat insgesamt 18 Jahre den bürgerlichen Gremien der Stadt Heilbronn angehört. 1867 wurde er in den Bürgerausschuss gewählt und war zeitweise dessen Obmann. Später wurde er in den Gemeinderat gewählt. Von Februar bis Dezember 1892 wurde er mit der Führung der Geschäfte des Stadtvorstands betraut, nachdem der damalige Oberbürgermeister Paul Hegelmaier aufgrund von Zweifeln an seinem Geisteszustand des Amtes enthoben worden war.
Für seine Leistungen wurde Gustav Hauck von der württembergischen Regierung 1889 zum Kommerzienrat und 1899 zum Geheimen Kommerzienrat ernannt. 1904 verlieh ihm Wilhelm II. das Ritterkreuz und 1906 das Ehrenkreuz des Ordens der Württembergischen Krone, das ihn in den persönlichen Adelsstand erhob.